# La lunga notte del dottor Galvan
La lunga notte del dottor Galvan (Ancien malade des hôpitaux de Paris) è un racconto di Daniel Pennac, pubblicato nel 2005, dalla casa editrice Feltrinelli.

## Trama
Il dottor Gerard Galvan, medico d'urgenza ossessionato dal destino sotto forma di biglietto da visita, narra ad un misterioso interlocutore una domenica notte passata al pronto soccorso "Postel-Coupertin", durante la quale un paziente, che alla fine non si rivelerà un semplice malato, gli farà passare una delle nottate più imprevedibili e rocambolesche della sua vita.

## Edizioni
- Daniel Pennac, La lunga notte del dottor Galvan, traduzione di Yasmina Mélaouah, Feltrinelli, 2005,  p. 77, ISBN 88-07-84058-8.